# William James
William James (n. 11 ianuarie 1842, New York – d. 26 august 1910, Tamworth, New Hampshire) a fost un psiholog și filozof american, considerat părintele psihologiei americane. A studiat medicina la Harvard, însă nu a exersat niciodată profesia de medic, reorientându-se către psihologie și filozofie. A înființat școala filozofică a pragmatismului și este întemeietorul psihologiei funcționale. A scris multe cărți despre psihologie, epistemologie, metafizică, religie și misticism.

## Familie, viață personală
A fost fratele romancierului Henry James și al memorialistei Alice James. În vara anului 1878, s-a căsătorit cu Alice Gibbens.
James a interacționat cu numeroși scriitori și oameni de știință pe tot parcursul vieții sale, printre care nașul său Ralph Waldo Emerson, finul său William James Sidis, precum și cu Charles Sanders Peirce, Bertrand Russell, Josiah Royce, Ernst Mach, John Dewey, Macedonio Fernández, Walter Lippmann, Mark Twain, Horatio Alger, Jr., Henri Bergson și Sigmund Freud.